# Al-Merrikh Sporting Club
L'Al-Merrikh Sporting Club, noto come Al-Merrikh, è una società calcistica sudanese di Omdurman. Milita nella Prima Lega, la massima divisione del campionato sudanese di calcio.
Fondato nel 1908, il club gioca le partite in casa allo stadio Al-Merrikh di Omdurman.
I colori sociali sono il giallo e il rosso.

## Allenatori
Fonte: sudanafoogonline.com.
- Mansour Ramadan
- John Manning
- Senad Kreso
- Ion Motroc
- Saleh El Ghayaty (1967-74)
- Jafar Dirar (1985)
- Ernst Röder (1989)
- Hassan Shehata (1989-90)
- Horst Köppel (1991)
- Hassan Al Masri (1991)
- Horst Köppel (1994)
- Hassan Al Masri (1996)
- Salah Mushkila (1996)
- Mohamed Mazda (1996)
- Mészáros (1997)
- Jafar Dirar (1998)
- Salah Mushkila (1998)
- Mohamed Mazda (1999)
- Jafar Dirar (1999-00)
- Sadiq Al Omda (2001)
- Marco Cunha (2002)
- Ahmed Rifaat (2002-03)
- Carlos Roberto Pereira (2003-04)
- Werner (2004)
- Mahmoud Saad (2004-05)
- Branco Tucak (2005)
- Mahmoud Saad (2005-06)
- Mohammed Omar (2006)
- Gamal Abuanjah (2006) (ad interim)
- Otto Pfister (2006-07)
- Mohamed Mazda (2007-08)
- Michael Krüger (2008-09)
- Salah Mushkila (2009) (ad interim)
- Rodion Gačanin (2009)
- Mohamed Mazda (2009) (ad interim)
- José Luis Carbone (2009-10)
- Gamal Abuanjah (2010) (ad interim)
- Michael Krüger (luglio 2010 - novembre 2010)
- Hossam El-Badry (dicembre 2010 - dicembre 2011)
- Farouk Jabra (dicembre 2011 - marzo 2012)
- Heron Ricardo Ferreira (marzo 2012 - dicembre 2012)
- Mohamed Nabil Khoukhi (dicembre 2012 - agosto 2013)
- Michael Krüger (agosto 2013 - febbraio 2014)
- Otto Pfister (febbraio 2014 - dicembre 2014)
- Diego Garzitto (dicembre 2014 - novembre 2015)
- Luc Eymael (dicembre 2015 - giugno 2016)
- Antoine Hey (novembre 2016 - gennaio 2017)
- Diego Garzitto (gennaio 2017 - agosto 2017)
- A Mohammed Saad (agosto 2017 - gennaio 2018) (ad interim)
- Mohamed Mazda (gennaio 2018 - gennaio 2019)
- Yamen Zelfani (gennaio 2019 - luglio 2019)
- Jamel Khcharem (luglio 2019 - novembre 2020)
- Didier Gomes Da Rosa (novembre 2020 - gennaio 2021)
- Nasreddine Nabi (febbraio 2021 - marzo 2021)
- Lee Clark (marzo 2021 - giugno 2021)
- Ibrahim 'Ibrahoma' Hussein (giugno 2021 - dicembre 2021) (ad interim)
- Leonardo Neiva (dicembre 2021 - gennaio 2022)
- Lee Clark (gennaio 2022 - maggio 2022)
- Ghazi Ghrairi (maggio 2022 - oggi)

## Palmarès

### Competizioni nazionali
- Campionato sudanese: 18[2]

1970, 1971, 1972, 1973, 1975, 1977, 1978, 1982, 1985, 1990, 1993, 1997, 2000, 2001, 2002, 2008, 2011, 2013, 2019, 2020
- Coppa di Sudan: 25[3]

1963, 1970, 1971, 1972, 1974, 1983, 1984, 1985, 1986, 1988, 1991, 1992, 1994, 1996, 2001, 2005, 2006, 2007, 2008, 2010, 2012, 2013, 2014, 2015, 2018

### Competizioni regionali
- Campionato di calcio di Khartoum: 17

1953-1954, 1955-1956, 1961-1962, 1965-1966, 1967-1968, 1971-1972, 1972-1973, 1978-1979, 1980-1981, 1982-1983, 1984-1985, 1985-1986, 1990-1991, 1991-1992, 1992-1993, 1995-1996, 1996-1997

### Competizioni internazionali
- Coppa delle Coppe d'Africa: 1

1989
- Coppa Kagame Inter-Club: 3

1986, 1994, 2014
- Dubai Golden Cup: 1

1987

### Altri piazzamenti
- Coppa di Sudan:

Finalista: 1998, 2002, 2004, 2009, 2011
- CAF Champions League:

Semifinalista: 2015
- Coppa delle Coppe d'Africa:

Semifinalista: 1990, 1992
- Coppa della Confederazione CAF:

Finalista: 2007
Semifinalista: 2012
- Coppa Kagame Inter-Club:

Finalista: 1987, 1988, 2009
Semifinalista: 2011

## Statistiche e record

### Partecipazioni alle competizioni internazionali
- Coppa dei Campioni d'Africa/CAF Champions League: 27 partecipazioni

1971 - Secondo turno
1972 - Ritiratasi
1973 - Secondo turno
1975 - Quarti di finale
1978 - Secondo turno
1979 - Ritiratasi
1983 - Primo turno
1986 - Primo turno
1991 - Primo turno
1994 - Primo turno
1998 - Primo turno
2001 - Secondo turno
2002 - Secondo turno
2003 - Primo turno
2009 - Fase a gironi
2010 - Secondo turno
2011 - Primo turno
2012 - Secondo turno
2013 - Primo turno
2014 - Turno preliminare
2015 - Semifinali
2016 - Secondo turno
2017 - Fase a gironi
2018 - Turno preliminare
2018-2019 - Turno preliminare
2019-2020 - Turno preliminare
2020-2021 - Fase a gironi
- Coppa della Confederazione CAF: 8 partecipazioni

2004 - Turno preliminare
2005 - Quarti di finale
2006 - Play-off
2007 - Finale
2008 - Fase a gironi
2010 - Play-off
2012 - Semifinale
2016 - Play-off
- Coppa delle Coppe d'Africa: 11 partecipazioni

1984 - Secondo turno
1985 - Primo turno
1987 - Primo turno
1989 - Vincitore
1990 - Semifinali
1992 - Semifinali
1993 - Quarti di finale
1995 - Secondo turno
1997 - Primo turno
1999 - Primo turno
2000 - Secondo turno

## Stagioni passate
- 2011-2012